# Estación de Pinar de Chamartín
Pinar de Chamartín es una estación de las líneas 1 y 4 del Metro de Madrid y línea ML-1 de Metro Ligero, cabecera de las tres, situada bajo la intersección de las calles Arturo Soria y Dalia, en el barrio de Costillares del distrito de Ciudad Lineal.

## Historia y características
La estación fue inaugurada el 11 de abril de 2007 para las dos líneas de metro y el 24 de mayo para el metro ligero.
El servicio en la línea 4 permaneció suspendido entre el 13 de enero y el 10 de marzo de 2020 por obras en la línea. El servicio en la línea 1 se prestó sin alteraciones. Existió un Servicio Especial gratuito de autobús que sustituía el tramo Avenida de América - Pinar de Chamartín con cabecera en las inmediaciones de la estación.
Con su apertura se ha beneficiado a un importante número de vecinos del barrio, y además se mejoró el servicio de las dos líneas interurbanas con cabecera en el barrio, una con destino Alcobendas (153B) y otra con destino San Sebastián de los Reyes (152B). Estas líneas, debido a su baja demanda fueron sustituidas el 21 de septiembre de 2011 por otra línea que trata de dar servicio a las zonas a las que daban servicio las líneas anteriores, la línea 158.
La estación tiene un único acceso en la Calle de Arturo Soria a la altura del número 330, para llegar por este acceso al vestíbulo se tiene que bajar dos tramos de escaleras. Para acceder a las líneas de Metro hay que bajar más escaleras y para ir a la línea ML-1 hay que subir un pequeño tramo de escaleras. La estación tiene tres torniquetes: los que van hacia el metro, los que van hacia el metro ligero y los que comunican ambos sin necesidad de salir. Aunque estos últimos es necesarios validar el billete para ir al otro medio de transporte, el transbordo es gratuito. 
La estación está decorada con un mural metálico de 25×5 metros y una unidad 477 de los antiguos tranvías de Madrid.

## Accesos

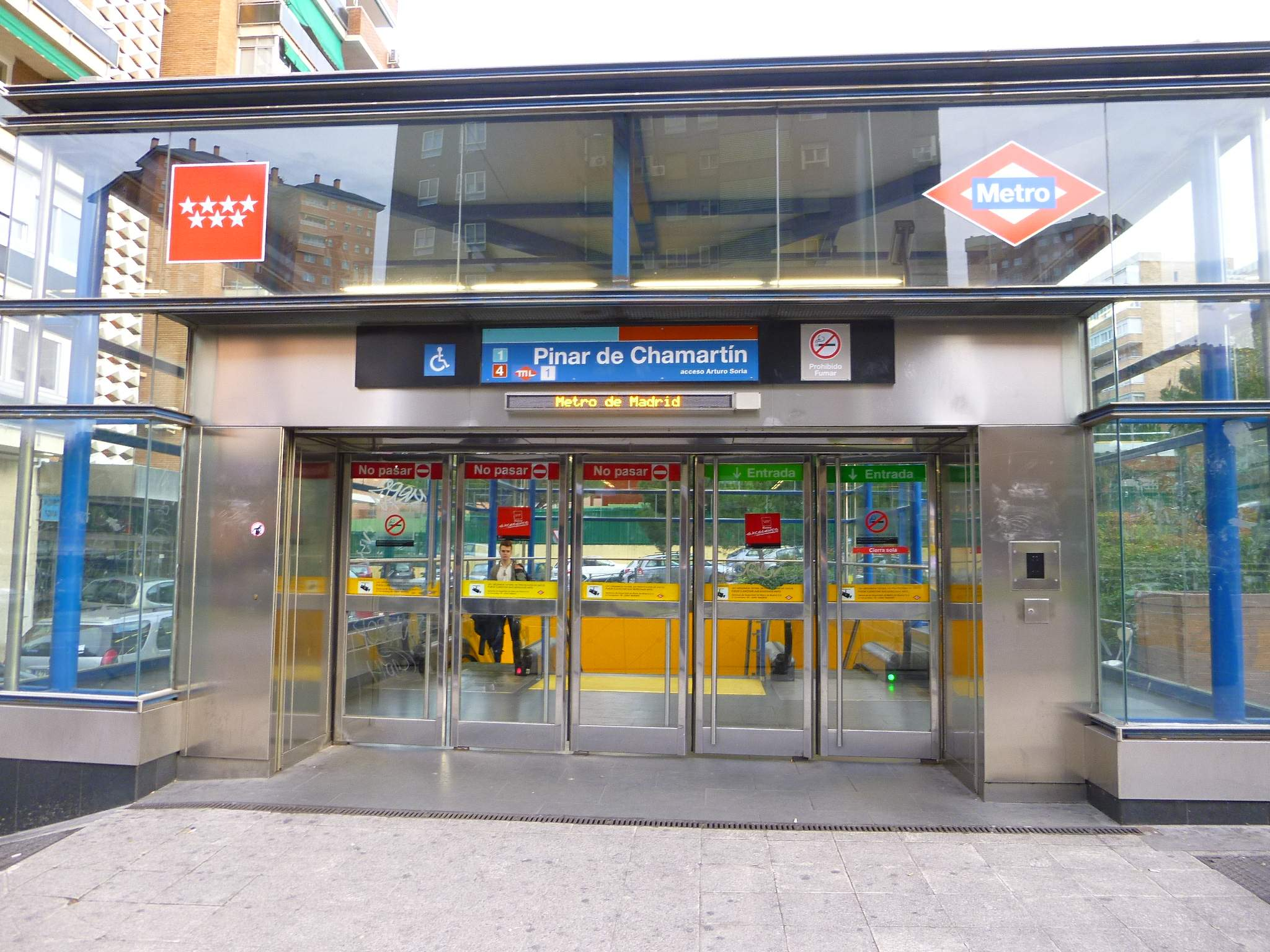
Entrada a la estación

Vestíbulo Pinar de Chamartín
- Arturo Soria C/ Arturo Soria, 330
- Ascensor C/ Arturo Soria, 330. Para C/ Caleruega.

## Líneas y conexiones

### Metro y Metro Ligero

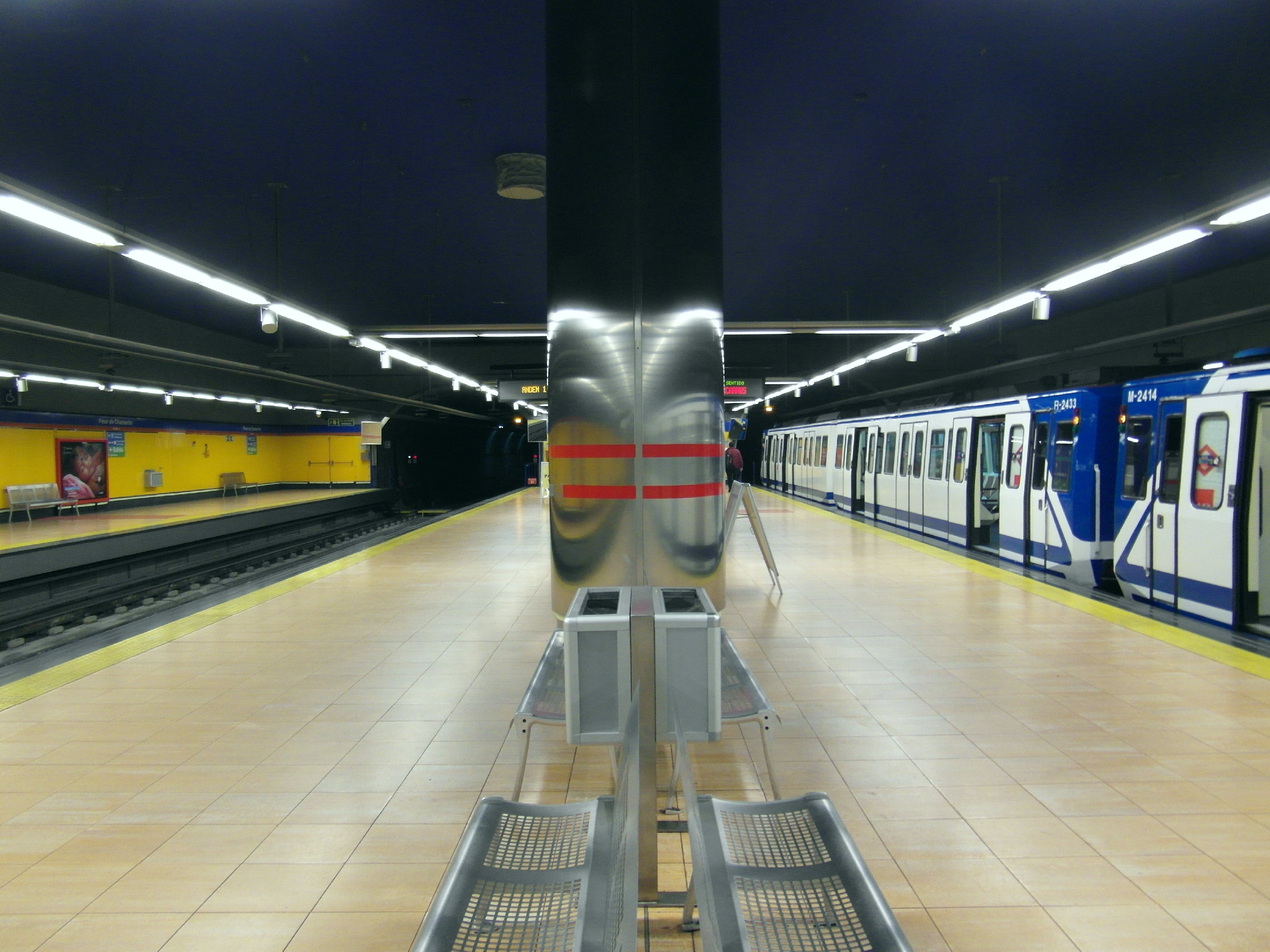
Vista general de los andenes de metro desde el andén central: la vía de la izquierda es cabecera de la línea 4 y la de la derecha lo es de la línea 1.

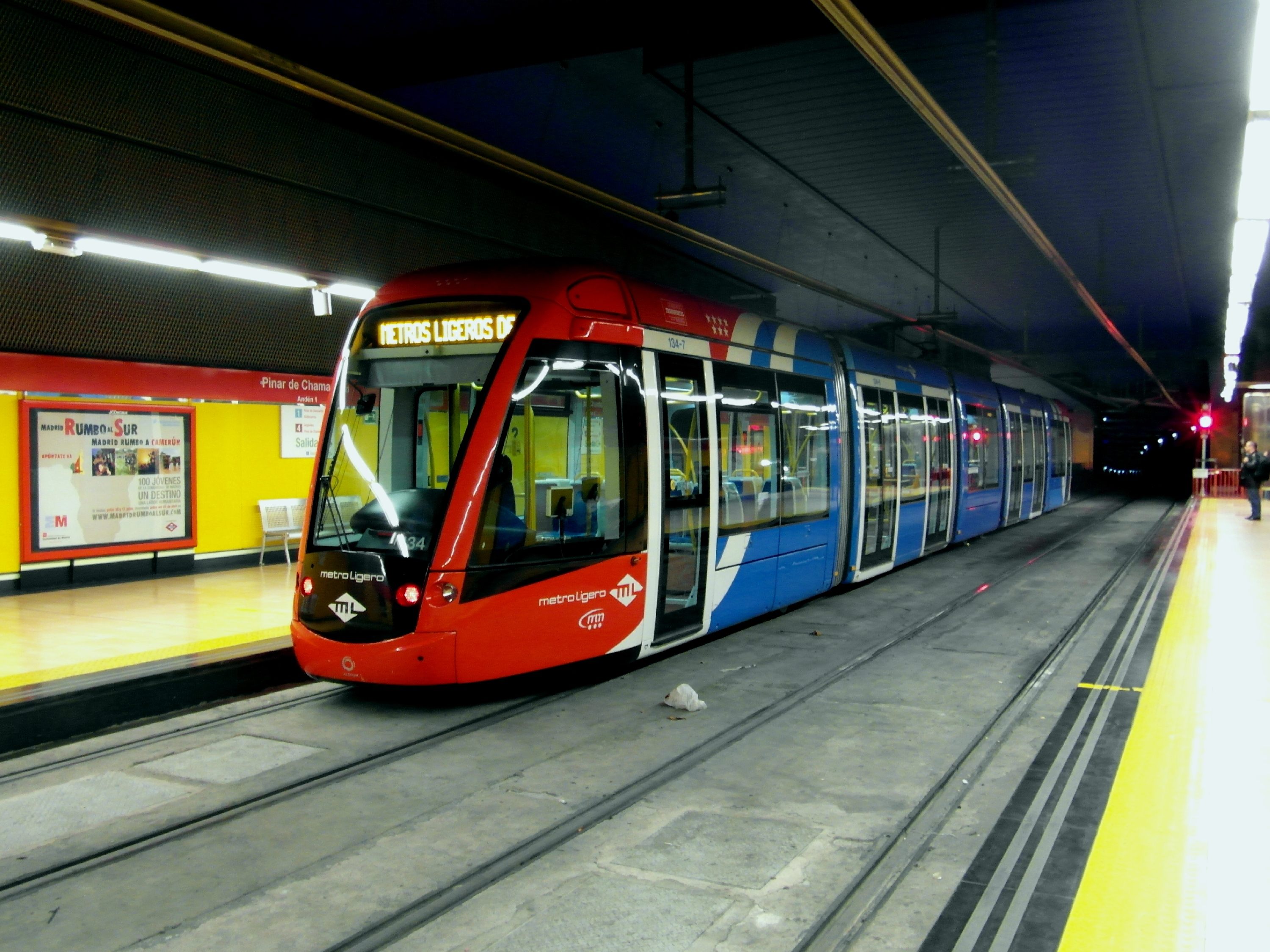
Vista general de los andenes de la línea 1 de Metro Ligero, con una unidad estacionada en uno de ellos.

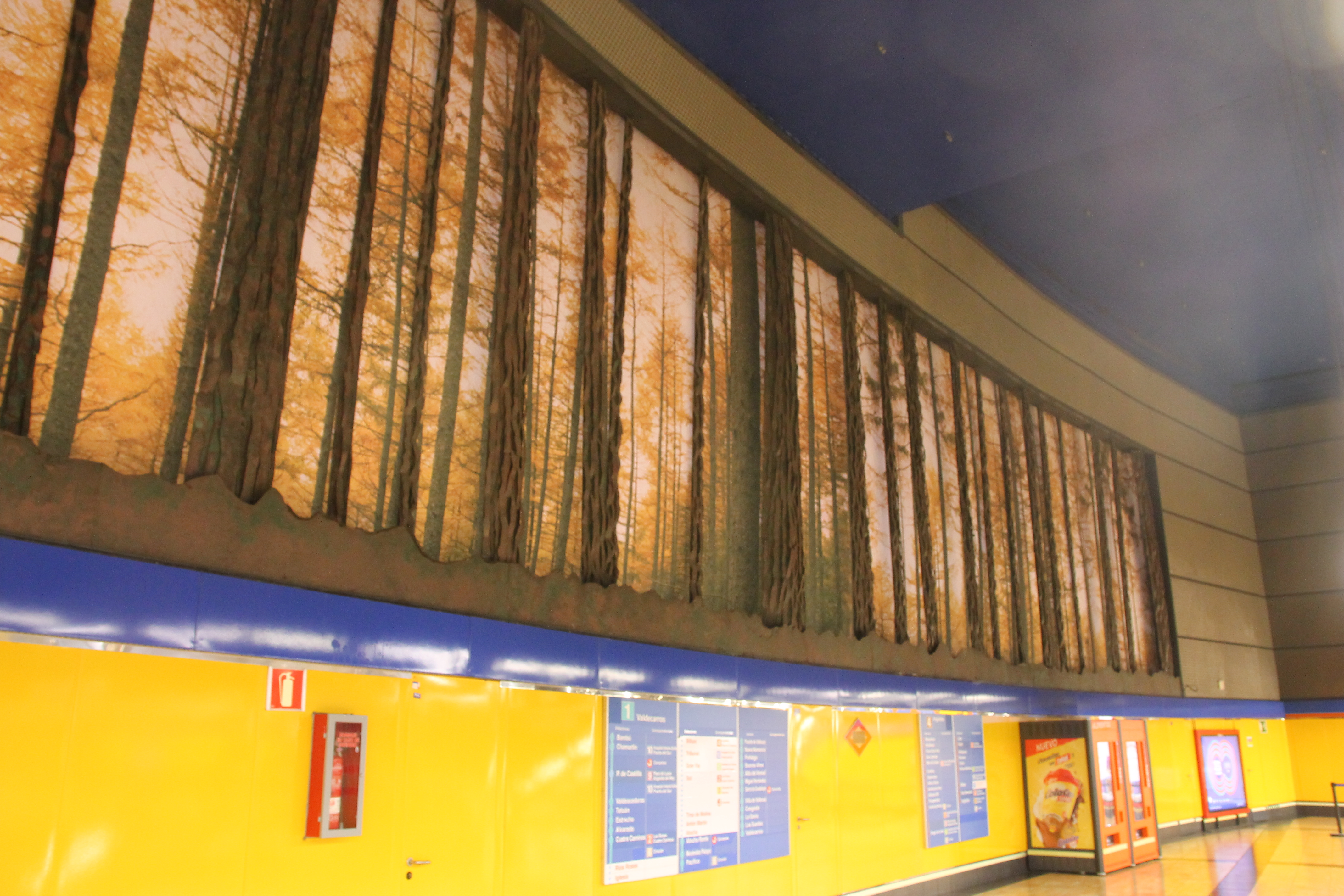
Mural metálico decorativo que simula un pinar.

| línea | estación >        | cabecera >> |
| ----- | ----------------- | ----------- |
|       | Bambú             | Valdecarros |
|       | Manoteras         | Argüelles   |
|       | Fuente de la Mora | Las Tablas  |

### Autobuses

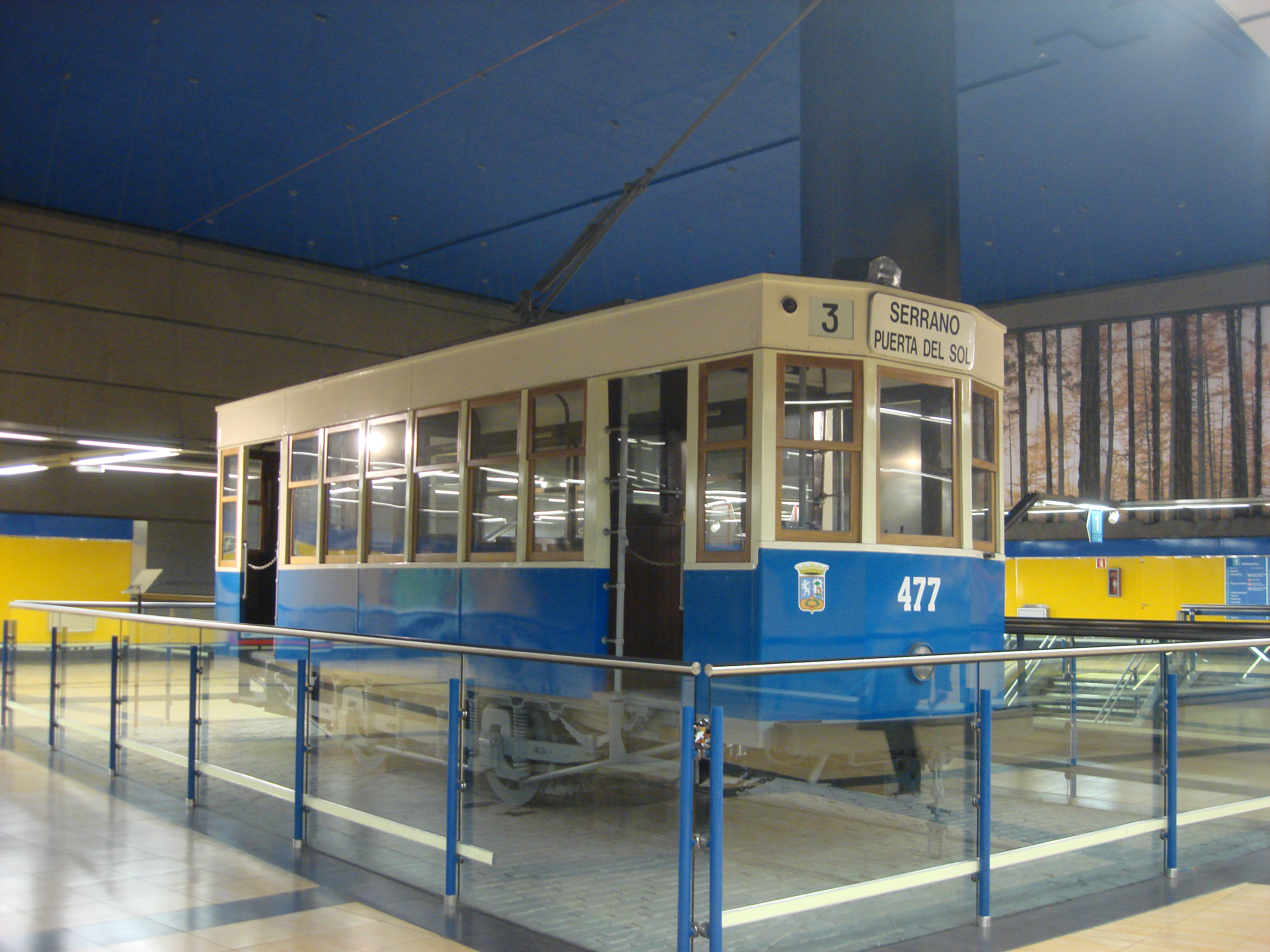
El tranvía 477 expuesto en la estación.

| Diurnos   |                        |                                               |
| Línea     | Destino                | Parada                                        |
| 125       | Mar de Cristal         | 137 PINAR DE CHAMARTÍN (C/ Arturo Soria, 329) |
| 129       | Plaza de Castilla      | 137 PINAR DE CHAMARTÍN (C/ Arturo Soria, 329) |
| 150       | Sol / Sevilla          | 137 PINAR DE CHAMARTÍN (C/ Arturo Soria, 329) |
| 125       | Hospital Ramón y Cajal | 138 PINAR DE CHAMARTÍN (C/ Arturo Soria, 330) |
| 129       | Manoteras              | 138 PINAR DE CHAMARTÍN (C/ Arturo Soria, 330) |
| 150       | Virgen del Cortijo     | 138 PINAR DE CHAMARTÍN (C/ Arturo Soria, 330) |
| 29        | Manoteras              | 4946 PINAR DE CHAMARTÍN (C/ Dalia, 2)         |
| 29        | Felipe II              | 4947 PINAR DE CHAMARTÍN (C/ Dalia, 1)         |
| Nocturnos |                        |                                               |
| Línea     | Destino                | Parada                                        |
| N1        | Cibeles                | 137 PINAR DE CHAMARTÍN (C/ Arturo Soria, 329) |

| Diurnos |                                                       |                                               |          |
| Línea   | Destino                                               | Parada                                        | Operador |
| 158     | Madrid (Pinar de Chamartín)                           | 137 PINAR DE CHAMARTÍN (C/ Arturo Soria, 329) | Interbus |
| 158     | Alcobendas - San Sebastián de los Reyes (Tempranales) | 138 PINAR DE CHAMARTÍN (C/ Arturo Soria, 330) | Interbus |

## Historia del tranvía 477
En el vestíbulo se encuentra el tranvía 477. Este tranvía pretende ser un homenaje y un recuerdo a los viejos tranvías de Madrid, que circularon entre 1871 y 1972. Es un Charleroi II construido por la sociedad francobelga de La Croyère y puesto en servicio en 1908.
Su peso es de 10 590 kilogramos, su longitud total es de 8,32 metros y su ancho es de 2,04 m, estando equipado con dos motores eléctricos MTV5 Charleroi con una potencia de 48 CV. Podía trasladar a 37 viajeros, 16 de ellos sentados.
El 477 fue remodelado en 1935 y en 1943, estando en servicio hasta 1962. En 1971 fue restaurado para su utilización en los actos conmemorativos del centenario del tranvía en Madrid y circuló por última vez por las calles de la ciudad el 31 de mayo de 1972, día en el que se suprimió definitivamente el servicio de tranvías por la EMT.
Fue utilizado este medio de transporte en varias películas, entre ellas Doctor Zhivago de David Lean en 1965 y Las bicicletas son para el verano de Jaime Chávarri en 1984. Su actual aspecto corresponde a la restauración efectuada en los talleres de CAF en Zaragoza en 1995.